# Lythrurus matutinus
Lythrurus matutinus är en fiskart som först beskrevs av Cope, 1870.  Lythrurus matutinus ingår i släktet Lythrurus och familjen karpfiskar. Inga underarter finns listade i Catalogue of Life.